# Фрайбургский (баденский) диалект
Фрайбургский диалект (нем. Freiburgisch) — диалект немецкого языка, принадлежащий к баденскому ареалу алеманнских диалектов, точнее — к южнобаденской группе верхнеалеманнского диалекта (наряду с маркгрефлерландским и южношварцвальдским диалектами). Распространён в южной части города Фрайбург в Брайсгау (Баден-Вюртемберг) близ границы с Францией и Швейцарией.